# ドラゴンクエスト ダイの大冒険 起ちあがれ!!アバンの使徒
『ドラゴンクエスト ダイの大冒険 起ちあがれ!!アバンの使徒』（ドラゴンクエスト ダイのだいぼうけん たちあがれ アバンのしと）は1992年3月7日に公開されたアニメ映画。製作は集英社、TBS、東映、東映動画。配給は東映。カラー、ワイド。上映時間は41分。

## 解説
クロコダインとの決戦とパプニカに渡るまでの間に起きた話で、アニメ版第18話と第19話の間に位置する。

## あらすじ
クロコダインとの戦いを終えたダイ一行は、レオナのいるパプニカに渡るべく、ロモス王の紹介でソフィアの港に向かった。
到着早々、巨大メドーサボールの攻撃により、船は破壊されてしまった上、ダイ一行は船乗りたちに八つ当たりされてしまう。
不幸中の幸いなことに、製造中の聖水船だけは破壊を免れ、ダイ一行は船を守るために港に留まるが、彼らの前に死んだはずのアバンが現れる。

## オリジナルキャラクター
幻夢魔道 ベルドーサ
声 - 平野正人
妖魔士団の一員。髪が無数の蛇になっており、武器もその蛇を使ったもの。自分の蛇を使って、寝ている者の記憶を覗き込み、その者の中の人物に姿を変えることができる。岩石獣化呪文レゴールで再生可能な岩石大蛇を作り出す。
クロコダイン敗北後のザボエラの命を受けて、ダイ一行と交戦。ポップとマァムの記憶からアバンに擬態した上、アバンのしるしの偽物で2人を操ろうとするが、ダイだけは難を逃れたために擬態作戦は失敗。最終的には、パプニカのナイフと竜の紋章の力から放ったアバンストラッシュの前に敗北、戦死した。

## キャスト
- ダイ - 藤田淑子
- ポップ - 難波圭一
- マァム - 冨永みーな
- アバン - 田中秀幸
- ゴメちゃん - 冬馬由美
- レオナ姫 - 久川綾
- 海の男 - 田中和実
- 海の男 - 緑川光
- 海の男 - 川津泰彦
- 少女 - 瀬戸真由美
- ネルソン船長 - 飯塚昭三
- ザボエラ - 龍田直樹
- ベルドーサ - 平野正人
- ハドラー - 青野武

## スタッフ
- 製作：岡田茂、今田智憲
- 原作：三条陸、稲田浩司
- 脚本：武上純希
- 音楽：すぎやまこういち
- キャラクターデザイン：長岡康吏
- 作画監督：新城真
- 美術：坂本信人
- 撮影：沖野正英
- 編集：花井正明
- 録音スタジオ：タバック
- 製作担当：松下健吉
- プロデューサー：高見義雄、木戸睦
- エグゼクティブプロデューサー：茅野力造
- 監修：西沢信孝
- 監督：芝田浩樹

## 受賞歴
- 第10回ゴールデングロス賞優秀銀賞[1]

## 同時上映
- ドラゴンボールZ 激突!!100億パワーの戦士たち
- まじかる☆タルるートくん すき・すき♡タコ焼きっ!